# Septembre 1966

## Évènements
- 1er septembre : discours de Phnom Penh[1] : le général de Gaulle condamne la politique américaine au Vietnam et les invite à retirer leurs troupes.

- 4 septembre (Formule 1) : Grand Prix automobile d'Italie.

- 8 septembre : 
  - Les Druzes tentent de s’emparer du pouvoir en Syrie mais sont vaincus et doivent se disperser. Les officiers alaouites, désormais seuls au pouvoir, forment le Néo-Baath à la fin de l’année. Il se rapproche de l’Égypte et rétablit les relations diplomatiques rompues en 1961. Il soutient l’OLP et laisse se multiplier les incidents dans la région du Golan[2].
  - élection générale terre-neuvienne. Joey Smallwood est réélu premier ministre.

- 9 septembre : transfert du SHAPE à Bruxelles.

- 11 septembre : en voyage autour du monde, le général de Gaulle visite la Polynésie française et assiste à l'explosion d'une bombe atomique, dans l'atoll de Moruroa.
- 12 septembre - 15 septembre : mission spatiale Gemini 11, à bord Charles Conrad et Richard Gordon battent le record de la plus haute orbite terrestre pour un vol habité avec 1 373 kilomètres d'altitude, toujours imbattue aujourd'hui.

- 15 septembre : mise à flot du premier sous-marin britannique équipé de 16 missiles Polaris.

- 16 septembre[3] : remaniement ministériel au Mali à la suite du départ de quatre ministres importants.

- 30 septembre : indépendance du Botswana.

## Naissances
- 2 septembre :
  - Philippe Courard, homme politique belge de langue française.
  - Salma Hayek, actrice mexicaine.
  - Olivier Panis, pilote français de F1 de 1994 à 2004.
  - Kashim Shettima, économiste et homme politique nigérian.
- 9 septembre:
  - David Bennent, acteur allemand.
  - Kevin Hatcher, joueur de hockey sur glace américain.
  - Michel Muller, acteur français.
  - Adam Sandler, homme de cinéma américain.
- 10 septembre : Joe Nieuwendyk, joueur de hockey sur glace.
- 12 septembre : Anousheh Ansari, spationaute et femme d'affaires iranienne.
- 14 septembre : 
  - Scali Delpeyrat, acteur, écrivain, dramaturge et metteur en scène français.
  - Morten Helveg Petersen, homme politique danois.
  - Nikola Jurčević, joueur et entraîneur de football croate.
  - Claudine Konsbruck, juriste et femme politique luxembourgeoise.
  - Iztok Puc, handballeur slovène († 20 octobre 2011).
  - Sören von Rönne, cavalier de saut d'obstacles allemand.
  - Daisy von Scherler Mayer, réalisatrice, scénariste et productrice américaine.
  - Mick Vukota, joueur professionnel canadien de hockey sur glace.
  - Catherine West, femme politique du parti travailliste au Royaume-Uni.
- 17 septembre : Stéphane Rousseau, humoriste et acteur canadien.
- 20 septembre : Niki Caro, réalisatrice, productrice et scénariste de film néo-zélandaise.
- 22 septembre : Erdogan Atalay, acteur allemand d'origine turque.
- 24 septembre : Christophe Bouchut, pilote automobile français.
- 25 septembre : Karim Zéribi, homme politique français.
- 27 septembre : 
  - Stephanie Wilson, astronaute américaine.
  - Gerry Byrne, homme politique canadien.
- 29 septembre : Bujar Nishani, homme politique albanais († 28 mai 2022).

## Décès
- 14 septembre : Dorothy Whipple, romancière anglaise (° 26 février 1893).